# Canton de Caudebec-en-Caux
Le canton de Caudebec-en-Caux est une ancienne division administrative française située dans le département de la Seine-Maritime et la région Haute-Normandie.

## Géographie
Ce canton était organisé autour de Caudebec-en-Caux dans l'arrondissement de Rouen. Son altitude variait de 0 m (Heurteauville) à 154 m (Saint-Aubin-de-Crétot) pour une altitude moyenne de 43 m.

## Représentation

### Conseillers généraux de 1833 à 2015
| Période | Période      | Identité                                                                       | Étiquette                | Qualité |
| ------- | ------------ | ------------------------------------------------------------------------------ | ------------------------ | --- |
| 1833    | 1834 (décès) | Victor Louis Victurnien Sieur de Rochechouart Marquis de Mortemart (1780-1834) |                          | Ancien gouverneur de Rambouillet Pair de France                                                                            |
| 1834    | 1871         | Pierre Roulleau                                                                | Bonapartiste             | Propriétaire du château, maire de Villequier                                                                               |
| 1871    | 1895         | Roger-Léon Anisson-Duperron                                                    | Droite monarchiste       | Propriétaire dans l'Arrondissement d'Yvetot Maire de Saint-Aubin-de-Crétot, conseiller d'arrondissement Député (1871-1881) |
| 1895    | 1897 (décès) | Léon Stanislas Malfilâtre                                                      | Droite monarchiste       | Propriétaire du château de la Guerche Maire de Villequier, ancien conseiller d'arrondissement                              |
| 1897    | 1901         | Eustache Chandoisel de Caumont                                                 | Républicain              | Maire de Caudebec-en-Caux (1892-1904)                                                                                      |
| 1901    | 1907         | Victor Aristide Cauchois                                                       | Républicain              | Maire de Caudebec-en-Caux (1904-1919)                                                                                      |
| 1907    | 1913         | Henri Chivé                                                                    | Républicain Progressiste | Médecin à Caudebec-en-Caux, conseiller d'arrondissement                                                                    |
| 1913    | 1919         | Victor Aristide Cauchois                                                       | RG                       | Maire de Caudebec-en-Caux (1904-1919)                                                                                      |
| 1919    | 1937         | Louis Marie Désiré James (1871-1939)                                           | Union nationale          | Notaire à Rouen Propriétaire à Caudebec-en-Caux                                                                            |
| 1937    | 1940         | Maurice Collet                                                                 | Rad.                     | Maire de Caudebec-en-Caux (1935-1973)                                                                                      |
|         |              |                                                                                |                          | |
| 1945    | 1958         | Maurice Collet                                                                 | Rad.                     | Maire de Caudebec-en-Caux (1935-1973)                                                                                      |
| 1958    | 1964         | Henri Malou                                                                    | DVD                      | Maire de La Mailleraye-sur-Seine                                                                                           |
| 1964    | 1970         | Maurice Collet                                                                 | Rad.                     | Maire de Caudebec-en-Caux (1935-1973)                                                                                      |
| 1970    | 1998 (décès) | Henri Malou                                                                    | Rad. puis UDF-Rad.       | Maire de La Mailleraye-sur-Seine                                                                                           |
| 1998    | 2015         | Martine Blondel                                                                | PS                       | Maire de Touffreville-la-Cable (1989-2014) Vice-présidente du Conseil général                                              |

### Conseillers d'arrondissement (de 1833 à 1940)
Le canton de Caudebec-en-Caux appartenait à l'arrondissement d'Yvetot jusqu'à sa disparition en 1926.
| Période                                  | Période | Identité                            | Étiquette                                     | Qualité |
| ---------------------------------------- | ------- | ----------------------------------- | --------------------------------------------- | --- |
| 1833                                     | 1842    | Julien Lechaptois                   |                                               | Docteur en médecine, maire de Caudebec-en-Caux                                                              |
| 1842                                     | 1870    | Frédéric Honoré Tuvache (1804-1885) | Bonapartiste                                  | Avoué près la Cour de Rouen, juge de paix à Caudebec-en-Caux                                                |
| 1870                                     | 1871    | Roger-Léon Anisson-Duperron         | Droite monarchiste                            | Propriétaire dans l'Arrondissement d'Yvetot, maire de Saint-Aubin-de-Crétot                                 |
| 1871                                     | 1880    | M. Andrieux                         |                                               | |
| 1880                                     | 1886    | Léon Stanislas Malfilâtre           | Droite monarchiste                            | Propriétaire du château de la Guerche, maire de Villequier                                                  |
| 1886                                     | 1898    | M. Rondel                           | Républicain                                   | |
| 1898                                     | 1907    | Henri Chivé                         | Conservateur puis Républicain antiministériel | Médecin à Caudebec-en-Caux                                                                                  |
| 1907                                     | 1910    | Louis-Arthur Poirée                 | Rad.                                          | Adjoint au maire de Caudebec-en-Caux                                                                        |
| 1910                                     | 1940    | Casimir Leroux                      | Républicain progressiste URD                  | Entrepositaire, négociant à Caudebec-en-Caux                                                                |
| 1940                                     |         |                                     |                                               | Les conseils d'arrondissement ont été suspendus par la loi du 12 octobre 1940 et n'ont jamais été réactivés |
| Les données manquantes sont à compléter. |         |                                     |                                               | |

## Composition
Le canton de Caudebec-en-Caux regroupait 16 communes et comptait 13 048 habitants (recensement de 1999 sans doubles comptes).
| Communes                    | Population (2012) | Code postal | Code Insee |
| --------------------------- | ----------------- | ----------- | ---------- |
| Anquetierville              | 337               | 76490       | 76022      |
| Caudebec-en-Caux            | 2 342             | 76490       | 76164      |
| Heurteauville               | 304               | 76940       | 76362      |
| Louvetot                    | 575               | 76490       | 76398      |
| La Mailleraye-sur-Seine     | 1 833             | 76940       | 76401      |
| Maulévrier-Sainte-Gertrude  | 905               | 76490       | 76418      |
| Notre-Dame-de-Bliquetuit    | 559               | 76940       | 76473      |
| Saint-Arnoult               | 1 356             | 76490       | 76557      |
| Saint-Aubin-de-Crétot       | 474               | 76190       | 76559      |
| Saint-Gilles-de-Crétot      | 268               | 76490       | 76585      |
| Saint-Nicolas-de-Bliquetuit | 492               | 76940       | 76625      |
| Saint-Nicolas-de-la-Haie    | 379               | 76490       | 76626      |
| Saint-Wandrille-Rançon      | 1 172             | 76490       | 76659      |
| Touffreville-la-Cable       | 354               | 76170       | 76701      |
| Vatteville-la-Rue           | 890               | 76940       | 76727      |
| Villequier                  | 808               | 76490       | 76742      |

## Démographie
| 1962  | 1968   | 1975   | 1982   | 1990   | 1999   | 2009 |
| ----- | ------ | ------ | ------ | ------ | ------ | ---- |
| 9 946 | 10 427 | 10 746 | 12 034 | 12 877 | 13 048 | -    |